# FKジェレズニチャル・パンチェヴォ
フドバルスキ・クルブ・ジェレズニチャル・パンチェヴォ（セルビア語: Фудбалски клуб Железничар Панчево, セルビア・クロアチア語: Fudbalski klub Železničar Pančevo）は、セルビアのヴォイヴォディナ・パンチェヴォをホームタウンとするサッカークラブである。

## 歴史
1947年に創設された。
2022-23シーズンにセルビア・プルヴァ・リーガで2位となりセルビア・スーペルリーガへ初昇格した。

## 歴代所属選手
- ペタル・スタニッチ 2020-2021
- プレドラグ・シキミッチ 2021
- ステファン・ハイディン 2023-2024
- ラザル・ロマニッチ 2023-2025
- アレクサンダル・カフヴィッチ 2024